# La Lanterne rouge
Pour plus de détails, voir Fiche technique et Distribution.
La Lanterne rouge (The Red Lantern) est un film américain réalisé par Albert Capellani, sorti en 1919.

## Fiche technique
- Titre original : The Red Lantern
- Titre français : La Lanterne rouge
- Réalisation : Albert Capellani
- Scénario : June Mathis d'après le roman d'Edith Wherry
- Photographie : Eugene Gaudio et Tony Gaudio
- Pays d'origine : États-Unis
- Format : Noir et blanc - 1,33:1 - Film muet
- Genre : drame
- Durée : 70 minutes
- Date de sortie : 1919

## Distribution
- Alla Nazimova : Mahlee & Blanche Sackville
- Margaret McWade : Mme Ling
- Frank Currier : Sir Philip Sackville
- Winter Hall : Rev. Alex Templeton
- Amy Veness : Mrs Templeton
- Darrell Foss : Andrew Templeton
- Noah Beery : Dr Sam Wang
- Virginia Ross : Huang-Ma
- Edward Connelly : Gen. Jung-Lu
- Charles Bryant
- Reginald Denny
- Dagmar Godowsky
- Henry Kolker
- Anna May Wong (non créditée)